# Kazahsztán az 1996. évi nyári olimpiai játékokon
Kazahsztán az egyesült államokbeli Atlantában megrendezett 1996. évi nyári olimpiai játékok egyik részt vevő nemzete volt. Az országot az olimpián 14 sportágban 96 sportoló képviselte, akik összesen 11 érmet szereztek. Kazahsztán önállóan először vett részt a nyári olimpiai játékokon.

## Érmesek
| Érem  | Versenyző            | Sportág       | Versenyszám                 |
| ----- | -------------------- | ------------- | --------------------------- |
| Arany | Jurij Melnyicsenko   | Birkózás      | Kötöttfogás, 57 kg          |
| Arany | Vaszilij Zsirov      | Ökölvívás     | Félnehézsúly                |
| Arany | Alekszandr Parigin   | Öttusa        | Férfi                       |
| Ezüst | Bolat Zsumagyilov    | Ökölvívás     | Légsúly                     |
| Ezüst | Szergej Beljajev     | Sportlövészet | Férfi sportpuska, összetett |
| Ezüst | Szergej Beljajev     | Sportlövészet | Férfi sportpuska, fekvő     |
| Ezüst | Anatolij Hrapatij    | Súlyemelés    | 99 kg                       |
| Bronz | Maulen Mamirov       | Birkózás      | Szabadfogás, 52 kg          |
| Bronz | Vlagyimir Vohmjanyin | Sportlövészet | Férfi gyorstüzelő pisztoly  |
| Bronz | Bolat Nyijazimbetov  | Ökölvívás     | Kisváltósúly                |
| Bronz | Jermahan Ibraimov    | Ökölvívás     | Nagyváltósúly               |

## Atlétika
Férfi
| Versenyző         | Versenyszám     | Előfutam | Előfutam | Előfutam | Negyeddöntő | Negyeddöntő | Negyeddöntő | Elődöntő | Elődöntő | Elődöntő | Döntő   | Döntő    |
| Versenyző         | Versenyszám     | Idő      | Hely.    | Össz.    | Idő         | Hely.       | Össz.       | Idő      | Hely.    | Össz.    | Idő     | Helyezés |
| ----------------- | --------------- | -------- | -------- | -------- | ----------- | ----------- | ----------- | -------- | -------- | -------- | ------- | -------- |
| Vitalij Szavin    | 100 m           | 10,52    | 5.       | 56.**    | kiesett     | kiesett     | kiesett     | kiesett  | kiesett  | kiesett  | kiesett | kiesett  |
| Vitalij Medvegyev | 100 m           | 10,90    | 7.       | 90.      | kiesett     | kiesett     | kiesett     | kiesett  | kiesett  | kiesett  | kiesett | kiesett  |
| Valerij Boriszov  | 20 km gyaloglás |          |          |          |             |             |             |          |          |          | 1:23:52 | 18.      |
| Szergej Korepanov | 50 km gyaloglás |          |          |          |             |             |             |          |          |          | 3:48:42 | 8.       |

| Versenyző          | Versenyszám | Selejtező             | Selejtező             | Döntő    | Döntő    |
| Versenyző          | Versenyszám | Eredmény              | Helyezés              | Eredmény | Helyezés |
| ------------------ | ----------- | --------------------- | --------------------- | -------- | -------- |
| Igor Potapovics    | Rúdugrás    | 570 cm                | 8.                    | 586 cm   | 4.       |
| Szergej Arzamaszov | Hármasugrás | 15,91 m               | 36.                   | kiesett  | kiesett  |
| Szergej Rubcov     | Súlylökés   | érvényes dobás nélkül | érvényes dobás nélkül | kiesett  | kiesett  |

Női
| Natalja Vorobjova    | 100 m           | 11,91    | 5.  | 45. | kiesett | kiesett | kiesett | kiesett | kiesett | kiesett | kiesett | kiesett |         |         |         |
| Szvetlana Bodrickaja | 400 m           | 53,24    | 5.  | 38. | kiesett | kiesett | kiesett | kiesett | kiesett | kiesett | kiesett | kiesett |         |         |         |
| Irina Mikitenko      | 5000 m          | 15:57,67 | 11. | 33. |         |         |         |         |         |         | kiesett | kiesett | kiesett | kiesett | kiesett |
| Natalja Torsina      | 400 m gát       | 55,94    | 5.  | 17. |         |         |         | kiesett | kiesett | kiesett | kiesett | kiesett |         |         |         |
| Szvetlana Tolsztaja  | 10 km gyaloglás |          |     |     |         |         |         |         |         |         | 45:35   | 21.*    |         |         |         |
| Majja Szozonova      | 10 km gyaloglás |          |     |     |         |         |         |         |         |         | 47:33   | 35.     |         |         |         |

| Versenyző             | Versenyszám | Selejtező | Selejtező | Döntő    | Döntő    |
| Versenyző             | Versenyszám | Eredmény  | Helyezés  | Eredmény | Helyezés |
| --------------------- | ----------- | --------- | --------- | -------- | -------- |
| Szvetlana Zalevszkaja | Magasugrás  | 193 cm    | 1.        | 193 cm   | 13.      |
| Jelena Persina        | Távolugrás  | 650 cm    | 15.       | kiesett  | kiesett  |
| Jelena Koscsejeva     | Távolugrás  | 555 cm    | 35.       | kiesett  | kiesett  |
| Jelena Baltabajeva    | Súlylökés   | 16,40 m   | 22.       | kiesett  | kiesett  |

| Versenyző           | Versenyszám | 100 m gát | 100 m gát | Magasugrás | Magasugrás | Súlylökés | Súlylökés | 200 m | 200 m | Távolugrás | Távolugrás | Gerelyhajítás | Gerelyhajítás | 800 m   | 800 m | Végeredmény | Végeredmény |
| Versenyző           | Versenyszám | Idő       | Pont      | Eredmény   | Pont       | Eredmény  | Pont      | Idő   | Pont  | Eredmény   | Pont       | Eredmény      | Pont          | Idő     | Pont  | Pont        | Helyezés    |
| ------------------- | ----------- | --------- | --------- | ---------- | ---------- | --------- | --------- | ----- | ----- | ---------- | ---------- | ------------- | ------------- | ------- | ----- | ----------- | ----------- |
| Szvetlana Kazanyina | Hétpróba    | 14,69     | 883       | 186 cm     | 1054       | 12,50 m   | 694       | 25,15 | 873   | 598 cm     | 843        | 43,80 m       | 740           | 2:13,42 | 915   | 6002        | 18.         |

* - egy másik versenyzővel azonos eredményt ért el

** - két másik versenyzővel azonos eredményt ért el

## Birkózás
Kötöttfogású
| Versenyző           | Versenyszám | 32-es főtábla                      | Nyolcaddöntő                    | Negyeddöntő                 | Elődöntő                 | Vigaszág 2. kör               | Vigaszág 3. kör                    | Vigaszág 4. kör                  | Vigaszág 5. kör            | Vigaszág 6. kör                  | Bronz- mérkőzés             | Döntő                   | Helyezés |
| Versenyző           | Versenyszám | Ellenfél Eredmény                  | Ellenfél Eredmény               | Ellenfél Eredmény           | Ellenfél Eredmény        | Ellenfél Eredmény             | Ellenfél Eredmény                  | Ellenfél Eredmény                | Ellenfél Eredmény          | Ellenfél Eredmény                | Ellenfél Eredmény           | Ellenfél Eredmény       | Helyezés |
| ------------------- | ----------- | ---------------------------------- | ------------------------------- | --------------------------- | ------------------------ | ----------------------------- | ---------------------------------- | -------------------------------- | -------------------------- | -------------------------------- | --------------------------- | ----------------------- | -------- |
| Nurim Gyuszenov     | 52 kg       | Ruslanas Vartanovas (LTU) · 4–1    | Jordan Anev (BUL) · 6–9         |                             |                          |                               | Ibad Ahmedov (BLR) · 5–4           | Szamvel Danyijeljan (RUS) · 0–11 | kiesett                    | kiesett                          | kiesett                     |                         | 10.      |
| Jurij Melnyicsenko  | 57 kg       | Alekszandr Ignatyenko (RUS) · 11–0 | Marian Sandu (ROU) · 4–0        | Ruszlan Hakimov (UKR) · 8–1 | Rifat Yildiz (GER) · 3–0 |                               |                                    |                                  |                            |                                  |                             | Dennis Hall (USA) · 4–1 |          |
| Baktijar Bajszeitov | 74 kg       | Filiberto Azcuy (CUB) · 1–9        |                                 |                             |                          | Rodolfo Hernández (MEX) · 6–0 | Józef Tracz (POL) · 1–2            | kiesett                          | kiesett                    | kiesett                          | kiesett                     |                         | 11.      |
| Daulet Turlihanov   | 82 kg       | Elias Marcano (VEN) · 10–0         | Hamza Yerlikaya (TUR) · 0–7     |                             |                          |                               | Tuomo Karila (FIN) · 7–3           | Raatbek Szanatbajev (KGZ) · 4–3  | Levon Gegamjan (ARM) · 3–1 | Gotcha Tsitsiashvili (ISR) · 4–0 | Valerij Cilenyc (BLR) · 0–4 |                         | 4.       |
| Szergej Matvijenko  | 90 kg       | Harri Koskela (FIN) · 7–0          | Vjacseszlav Olijnik (UKR) · 1–4 |                             |                          |                               | Aljakszandr Szidarenka (BLR) · 1–1 | kiesett                          | kiesett                    | kiesett                          | kiesett                     |                         | 11.      |

Szabadfogású
| Versenyző          | Versenyszám | 32-es főtábla                 | Nyolcaddöntő                      | Negyeddöntő             | Elődöntő                                  | Vigaszág 2. kör                 | Vigaszág 3. kör                 | Vigaszág 4. kör            | Vigaszág 5. kör   | Vigaszág 6. kör                           | Bronz- mérkőzés                                           | Döntő             | Helyezés |
| Versenyző          | Versenyszám | Ellenfél Eredmény             | Ellenfél Eredmény                 | Ellenfél Eredmény       | Ellenfél Eredmény                         | Ellenfél Eredmény               | Ellenfél Eredmény               | Ellenfél Eredmény          | Ellenfél Eredmény | Ellenfél Eredmény                         | Ellenfél Eredmény                                         | Ellenfél Eredmény | Helyezés |
| ------------------ | ----------- | ----------------------------- | --------------------------------- | ----------------------- | ----------------------------------------- | ------------------------------- | ------------------------------- | -------------------------- | ----------------- | ----------------------------------------- | --------------------------------------------------------- | ----------------- | -------- |
| Maulen Mamirov     | 52 kg       | Greg Woodcroft (CAN) · 10–0   | Volodimir Tohuzov (UKR) · 3–1     | erőnyerő                | Valentin Jordanov (BUL) · 3–7             |                                 |                                 |                            |                   | Metin Topaktaş (TUR) · 11–5               | Csecsen-Ool Mongus (RUS) · 3–2                            |                   |          |
| Artur Fjodorov     | 57 kg       | Nazim Alidjanov (MDA) · 10–8  |                                   |                         |                                           | Damir Zakhartdinov (UZB) · 1–3  | Bagautgyin Umahanov (RUS) · 2–5 | kiesett                    | kiesett           | kiesett                                   | kiesett                                                   |                   | 13.      |
| Magomed Kuruglijev | 74 kg       | Victor Peicov (MDA) · 1–7     |                                   |                         |                                           | Məmmədsalam Haciyev (AZE) · 0–4 | kiesett                         | kiesett                    | kiesett           | kiesett                                   | kiesett                                                   |                   | 19.      |
| Elmagyi Zsabrailov | 82 kg       | Mogamed Ibragimov (AZE) · 4–1 | Gusman Jabrailov (MDA) · 10–8     | Les Gutches (USA) · 2–1 | Jang Hjongmo (Yang Hyeong-Mo) (KOR) · 2–3 |                                 |                                 |                            |                   | Sabahattin Öztürk (TUR) · mérkőzés nélkül | Az 5. helyért · Mogamed Ibragimov (AZE) · mérkőzés nélkül |                   | 6.       |
| Iszlam Bajramukov  | 90 kg       | Scott Bianco (CAN) · 5–2      | Rasoul Khadem Azgadhi (IRI) · 3–4 |                         |                                           |                                 | Heiko Balz (GER) · 3–0          | Melvin Douglas (USA) · 0–3 | kiesett           | kiesett                                   | kiesett                                                   |                   | 11.      |
| Igor Klimov        | 130 kg      | Andrej Sumilin (RUS) · 1–4    |                                   |                         |                                           | Andy Borodow (CAN) · 3–5        | kiesett                         | kiesett                    | kiesett           | kiesett                                   | kiesett                                                   |                   | 15.      |

## Cselgáncs
Férfi
| Versenyző          | Versenyszám  | Selejtező         | 32-es főtábla                          | Nyolcaddöntő             | Negyeddöntő       | Elődöntő          | Vigaszág első kör          | Vigaszág negyeddöntő | Vigaszág elődöntő | Bronz- mérkőzés   | Döntő             | Helyezés |
| Versenyző          | Versenyszám  | Ellenfél Eredmény | Ellenfél Eredmény                      | Ellenfél Eredmény        | Ellenfél Eredmény | Ellenfél Eredmény | Ellenfél Eredmény          | Ellenfél Eredmény    | Ellenfél Eredmény | Ellenfél Eredmény | Ellenfél Eredmény | Helyezés |
| ------------------ | ------------ | ----------------- | -------------------------------------- | ------------------------ | ----------------- | ----------------- | -------------------------- | -------------------- | ----------------- | ----------------- | ----------------- | -------- |
| Szergej Ahirov     | Harmatsúly   | erőnyerő          | Orlando Fuentes (USA) · V              | kiesett                  | kiesett           | kiesett           |                            |                      |                   |                   |                   | 21.      |
| Ahat Ahirov        | Könnyűsúly   | erőnyerő          | Andrei Golban (MDA) · V                | kiesett                  | kiesett           | kiesett           |                            |                      |                   |                   |                   | 21.      |
| Ruszlan Szeilhanov | Váltósúly    | erőnyerő          | Thierry Vatrican (MON) · V             | kiesett                  | kiesett           | kiesett           |                            |                      |                   |                   |                   | 21.      |
| Szergej Alimzsanov | Középsúly    | erőnyerő          | Marko Spittka (GER) · V                |                          |                   |                   | Edelmar Zanol (BRA) · V    | kiesett              | kiesett           | kiesett           |                   | 13.      |
| Szergej Sakimov    | Félnehézsúly | erőnyerő          | Nacanieli Takayawa-Qerawaqa (FIJ) · GY | Aurélio Miguel (BRA) · V |                   |                   | Alejandro Bender (ARG) · V | kiesett              | kiesett           | kiesett           |                   | 13.      |
| Igor Peskov        | Nehézsúly    | erőnyerő          | Slim Agrebi (TUN) · GY                 | Csősz Imre (HUN) · V     | kiesett           | kiesett           |                            |                      |                   |                   |                   | 17.      |

Női
| Versenyző              | Versenyszám  | Selejtező                | Nyolcaddöntő        | Negyeddöntő       | Elődöntő          | Vigaszág első kör | Vigaszág negyeddöntő | Vigaszág elődöntő | Bronz- mérkőzés   | Döntő             | Helyezés |
| Versenyző              | Versenyszám  | Ellenfél Eredmény        | Ellenfél Eredmény   | Ellenfél Eredmény | Ellenfél Eredmény | Ellenfél Eredmény | Ellenfél Eredmény    | Ellenfél Eredmény | Ellenfél Eredmény | Ellenfél Eredmény | Helyezés |
| ---------------------- | ------------ | ------------------------ | ------------------- | ----------------- | ----------------- | ----------------- | -------------------- | ----------------- | ----------------- | ----------------- | -------- |
| Valentyina Kamszuljeva | Váltósúly    | erőnyerő                 | Yael Arad (ISR) · V | kiesett           | kiesett           |                   |                      |                   |                   |                   | 16.      |
| Jevgenyija Bogunova    | Félnehézsúly | Cristina Curto (ESP) · V | kiesett             | kiesett           | kiesett           |                   |                      |                   |                   |                   | 19.      |

## Íjászat
Férfi
| Versenyző                                   | Versenyszám | Selejtező | Selejtező | 64-es főtábla                               | 32-es főtábla                         | Nyolcaddöntő                                                                          | Negyeddöntő       | Elődöntő          | Döntő             | Helyezés |
| Versenyző                                   | Versenyszám | Pont      | Kiemelt   | Ellenfél Eredmény                           | Ellenfél Eredmény                     | Ellenfél Eredmény                                                                     | Ellenfél Eredmény | Ellenfél Eredmény | Ellenfél Eredmény | Helyezés |
| ------------------------------------------- | ----------- | --------- | --------- | ------------------------------------------- | ------------------------------------- | ------------------------------------------------------------------------------------- | ----------------- | ----------------- | ----------------- | -------- |
| Vagyim Sikarev                              | Egyéni      | 677       | 4.        | Okyay Küçükkayalar (TUR) (61.) · 166–144    | Andrés Anchondo (MEX) (29.) · 154–156 | kiesett                                                                               | kiesett           | kiesett           | kiesett           | 30.      |
| Vitalij Sin                                 | Egyéni      | 626       | 59.       | Balzsinyima Cirempilov (RUS) (6.) · 163–164 | kiesett                               | kiesett                                                                               | kiesett           | kiesett           | kiesett           | 33.      |
| Szergej Martinov                            | Egyéni      | 632       | 56.       | Justin Huish (USA) (9.) · 157–165           | kiesett                               | kiesett                                                                               | kiesett           | kiesett           | kiesett           | 43.      |
| Vagyim Sikarev Szergej Martinov Vitalij Sin | Csapat      | 677       | 12.       |                                             |                                       | Svédország (SWE) · Göran Bjerendal · Mikael Larsson · Magnus Petersson (5.) · 239–247 | kiesett           | kiesett           | kiesett           | 13.      |

Női
| Versenyző                               | Versenyszám | Selejtező | Selejtező | 64-es főtábla                                     | 32-es főtábla     | Nyolcaddöntő                                                                          | Negyeddöntő                                                                               | Elődöntő          | Döntő             | Helyezés |
| Versenyző                               | Versenyszám | Pont      | Kiemelt   | Ellenfél Eredmény                                 | Ellenfél Eredmény | Ellenfél Eredmény                                                                     | Ellenfél Eredmény                                                                         | Ellenfél Eredmény | Ellenfél Eredmény | Helyezés |
| --------------------------------------- | ----------- | --------- | --------- | ------------------------------------------------- | ----------------- | ------------------------------------------------------------------------------------- | ----------------------------------------------------------------------------------------- | ----------------- | ----------------- | -------- |
| Anna Mozsar                             | Egyéni      | 653       | 10.       | Nurfitriyana Saiman-Lantang (INA) (55.) · 153–155 | kiesett           | kiesett                                                                               | kiesett                                                                                   | kiesett           | kiesett           | 37.      |
| Irina Leonova                           | Egyéni      | 635       | 34.       | Wenche-Lin Hess (NOR) (31.) · 148–154             | kiesett           | kiesett                                                                               | kiesett                                                                                   | kiesett           | kiesett           | 52.      |
| Jana Tunyance                           | Egyéni      | 621       | 46.       | Lin Yi-Yin (TPE) (19.) · 140–159                  | kiesett           | kiesett                                                                               | kiesett                                                                                   | kiesett           | kiesett           | 58.      |
| Irina Leonova Anna Mozsar Jana Tunyance | Csapat      | 635       | 7.        |                                                   |                   | Egyesült Államok (USA) · Judi Adams · Janet Dykman · Lindsay Langston (10.) · 235–226 | Törökország (TUR) · Elif Altınkaynak · Elif Ekşi · Natalia Nasaridze-Çakir (2.) · 226–247 | kiesett           | kiesett           | 8.       |

## Kajak-kenu

### Síkvízi
Férfi
| Versenyző                                                              | Versenyszám         | Előfutam | Előfutam | Előfutam | Vigaszág | Vigaszág | Vigaszág | Elődöntő | Elődöntő | Elődöntő | Döntő    | Döntő    |
| Versenyző                                                              | Versenyszám         | Idő      | Hely.    | Össz.    | Idő      | Hely.    | Össz.    | Idő      | Hely.    | Össz.    | Idő      | Helyezés |
| ---------------------------------------------------------------------- | ------------------- | -------- | -------- | -------- | -------- | -------- | -------- | -------- | -------- | -------- | -------- | -------- |
| Jevgenyij Jegorov                                                      | Kajak egyes 500 m   | 1:47,823 | 6.       | 21.      | 1:47,035 | 6.       | 13.      | kiesett  | kiesett  | kiesett  | kiesett  | kiesett  |
| Andrej Szafarjan                                                       | Kajak egyes 1000 m  | 4:00,599 | 6.       | 18.      | 4:10,633 | 6.       | 12.      | kiesett  | kiesett  | kiesett  | kiesett  | kiesett  |
| Ilfat Gatyatullin Dmitrij Torlopov                                     | Kajak kettes 500 m  | 1:37,833 | 8.       | 19.      | 1:40,215 | 6.       | 8.       | kiesett  | kiesett  | kiesett  | kiesett  | kiesett  |
| Jevgenyij Jegorov Szergej Szkripnyik                                   | Kajak kettes 1000 m | 3:50,394 | 7.       | 18.      | 3:40,040 | 5.       | 11.      | kiesett  | kiesett  | kiesett  | kiesett  | kiesett  |
| Ilfat Gatyatullin Dmitrij Torlopov Andrej Szafarjan Szergej Szkripnyik | Kajak négyes 1000 m | 3:15,493 | 5.       | 10.      |          |          |          | 3:06,850 | 5.       | 10.      | kiesett  | kiesett  |
| Konsztantyin Nyegogyajev                                               | Kenu egyes 500 m    | 1:55,859 | 6.       | 6.       |          |          |          | 1:52,421 | 2.       | 2.       | 1:53,158 | 7.       |
| Konsztantyin Nyegogyajev                                               | Kenu egyes 1000 m   | 4:40,842 | 8.       | 15.      |          |          |          | 4:26,261 | 5.       | 11.      | kiesett  | kiesett  |
| Szergej Szergejev Kajszar Nurmaganbetov                                | Kenu kettes 500 m   | 1:49,252 | 5.       | 18.      | 1:51,533 | 5.       | 9.       | 1:45,998 | 8.       | 16.      | kiesett  | kiesett  |
| Szergej Szergejev Kajszar Nurmaganbetov                                | Kenu kettes 1000 m  | 4:10,399 | 5.       | 7.       |          |          |          | 3:51,360 | 4.       | 9.       | kiesett  | kiesett  |

## Kerékpározás

### Országúti kerékpározás
Férfi
| Versenyző            | Versenyszám   | Idő             | Helyezés |
| -------------------- | ------------- | --------------- | -------- |
| Andrej Kivilev       | Mezőnyverseny | 4:56:44 (+2:48) | 29.      |
| Alekszandr Vinokurov | Mezőnyverseny | 4:56:46 (+2:50) | 53.      |
| Alekszandr Sefer     | Mezőnyverseny | 4:56:50 (+2:54) | 85.      |
| Andrej Tyetyerjuk    | Mezőnyverseny | 4:56:51 (+2:55) | 89.      |

Női
| Versenyző       | Versenyszám   | Idő           | Helyezés      |
| --------------- | ------------- | ------------- | ------------- |
| Alla Vaszilenko | Mezőnyverseny | nem ért célba | nem ért célba |

### Pálya-kerékpározás
Pontversenyek
| Név                 | Versenyszám       | Pont | Körhátrány | Helyezés |
| ------------------- | ----------------- | ---- | ---------- | -------- |
| Szergej Lavrinyenko | Férfi pontverseny | 6    | -1         | 11.      |
| Alla Vaszilenko     | Női pontverseny   | 2    | 0          | 12.      |

Üldözőversenyek
| Versenyző         | Versenyszám  | Selejtező | Selejtező | Negyeddöntő  | Negyeddöntő | Elődöntő     | Elődöntő  | Döntő        | Döntő     | Döntő    |
| Versenyző         | Versenyszám  | Idő       | Hely.     | Ellenfél Idő | Saját idő   | Ellenfél Idő | Saját idő | Ellenfél Idő | Saját idő | Helyezés |
| ----------------- | ------------ | --------- | --------- | ------------ | ----------- | ------------ | --------- | ------------ | --------- | -------- |
| Vagyim Kravcsenko | Férfi egyéni | 4:37,212  | 14.       | kiesett      | kiesett     | kiesett      | kiesett   | kiesett      | kiesett   | 14.      |

## Műugrás
Férfi
| Versenyző        | Versenyszám        | Selejtező | Selejtező | Elődöntő | Elődöntő | Döntő   | Döntő    |
| Versenyző        | Versenyszám        | Pont      | Helyezés  | Pont     | Helyezés | Pont    | Helyezés |
| ---------------- | ------------------ | --------- | --------- | -------- | -------- | ------- | -------- |
| Damir Ahmetbekov | Egyéni toronyugrás | 346,62    | 16.       | 505,20   | 17.      | kiesett | kiesett  |
| Szamat Muratov   | Egyéni toronyugrás | 335,43    | 21.       | kiesett  | kiesett  | kiesett | kiesett  |

Női
| Versenyző       | Versenyszám        | Selejtező | Selejtező | Elődöntő | Elődöntő | Döntő   | Döntő    |
| Versenyző       | Versenyszám        | Pont      | Helyezés  | Pont     | Helyezés | Pont    | Helyezés |
| --------------- | ------------------ | --------- | --------- | -------- | -------- | ------- | -------- |
| Jelena Ivanova  | Egyéni műugrás     | 235,50    | 18.       | 422,70   | 18.      | kiesett | kiesett  |
| Irina Viguzova  | Egyéni műugrás     | 276,45    | 7.        | 479,31   | 10.      | 475,92  | 10.      |
| Irina Viguzova  | Egyéni toronyugrás | 319,11    | 3.        | 477,51   | 4.       | 432,60  | 7.       |
| Natalja Csikina | Egyéni toronyugrás | 267,18    | 9.        | 405,78   | 15.      | kiesett | kiesett  |

## Ökölvívás
| Versenyző           | Versenyszám     | Selejtező                        | Nyolcaddöntő                     | Negyeddöntő                        | Elődöntő                       | Döntő                                  | Helyezés |
| Versenyző           | Versenyszám     | Ellenfél Eredmény                | Ellenfél Eredmény                | Ellenfél Eredmény                  | Ellenfél Eredmény              | Ellenfél Eredmény                      | Helyezés |
| ------------------- | --------------- | -------------------------------- | -------------------------------- | ---------------------------------- | ------------------------------ | -------------------------------------- | -------- |
| Bolat Zsumagyilov   | Légsúly         | Vacislav Neiman (ISR) · 18–7     | Szerhij Kovhanko (UKR) · 21–4    | Damaen Kelly (IRL) · 13–6          | Lunka Zoltán (GER) · 23–18     | Maikro Romero (CUB) · 11–12            |          |
| Bektasz Abubakirov  | Harmatsúly      | Rachid Bouaita (FRA) · 4–10      | kiesett                          | kiesett                            | kiesett                        | kiesett                                | 17.      |
| Baktijar Tileganov  | Pehelysúly      | Floyd Mayweather (USA) · RSC     | kiesett                          | kiesett                            | kiesett                        | kiesett                                | 17.      |
| Bolat Nyijazimbetov | Kisváltósúly    | Carlos Martínez (MEX) · 25–3     | Davis Mwale (ZAM) · 11–3         | Babak Moghimi (IRI) · 13–8         | Héctor Vinent (CUB) · 6–23     | kiesett                                |          |
| Nurzsan Szmanov     | Váltósúly       | Lynden Hosking (AUS) · RSC       | Abdul Rashid Baloch (PAK) · 13–9 | Juan Hernández Sierra (CUB) · 8–16 | kiesett                        | kiesett                                | 6.       |
| Jermahan Ibraimov   | Nagyváltósúly   | Nick Farrell (CAN) · 15–4        | Hendrik Simangunsong (INA) · RSC | Markus Beyer (GER) · 19–9          | Alfredo Duvergel (CUB) · 19–28 | kiesett                                |          |
| Vaszilij Zsirov     | Félnehézsúly    | Julio César González (MEX) · RSC | Pietro Aurino (ITA) · 18–13      | Troy Amos-Ross (CAN) · 14–8        | Antonio Tarver (USA) · 15–9    | I Szungbe (Lee Seung-Bae) (KOR) · 17–4 |          |
| Mihail Jurcsenko    | Szupernehézsúly | erőnyerő                         | Alekszej Lezin (RUS) · RSC       | kiesett                            | kiesett                        | kiesett                                | 9.       |

RSC - a játékvezető megállította a mérkőzést

## Öttusa
| Versenyző          | Lövészet | Lövészet | Lövészet | Úszás   | Úszás | Úszás | Vívás    | Vívás | Vívás | Lovaglás      | Lovaglás      | Lovaglás | Lovaglás | Futás     | Futás | Futás | Összesen    | Összesen |
| Versenyző          | Pontszám | Pont     | Hely.    | Idő     | Pont  | Hely. | Eredmény | Pont  | Hely. | Idő           | Hibapont      | Pont     | Hely.    | Idő       | Pont  | Hely. | Összes pont | Helyezés |
| ------------------ | -------- | -------- | -------- | ------- | ----- | ----- | -------- | ----- | ----- | ------------- | ------------- | -------- | -------- | --------- | ----- | ----- | ----------- | -------- |
| Alekszandr Parigin | 178      | 1072     | 11.**    | 3:29,86 | 1196  | 27.   | 21–10    | 970   | 1.*   | 1:08,22       | 60            | 1040     | 8.       | 12:44,367 | 1273  | 6.    | 5551        |          |
| Dmitrij Tyurin     | 176      | 1048     | 16.**    | 3:25,27 | 1232  | 22.   | 10–21    | 640   | 29.** | nem ért célba | nem ért célba | 0        | 32.      | 14:29,160 | 958   | 30.   | 3878        | 31.      |

* - egy másik versenyzővel azonos eredményt ért el

** - két másik versenyzővel azonos eredményt ért el

*** - három másik versenyzővel azonos eredményt ért el

## Sportlövészet
Férfi
| Versenyző            | Versenyszám           | Selejtező | Selejtező | Döntő   | Döntő    |
| Versenyző            | Versenyszám           | Pont      | Helyezés  | Pont    | Helyezés |
| -------------------- | --------------------- | --------- | --------- | ------- | -------- |
| Vlagyimir Vohmjanyin | Gyorstüzelő pisztoly  | 589       | 3.*       | 691,5   |          |
| Szergej Beljajev     | Légpuska              | 577       | 38.**     | kiesett | kiesett  |
| Szergej Beljajev     | Sportpuska, fekvő     | 598       | 3.*       | 703,3   |          |
| Szergej Beljajev     | Sportpuska, összetett | 1175      | 1.*       | 1272,3  |          |
| Jurij Rodnov         | Futócéllövészet       | 567       | 12.       | kiesett | kiesett  |

Női
| Versenyző        | Versenyszám   | Selejtező | Selejtező | Döntő   | Döntő    |
| Versenyző        | Versenyszám   | Pont      | Helyezés  | Pont    | Helyezés |
| ---------------- | ------------- | --------- | --------- | ------- | -------- |
| Julija Bondareva | Légpisztoly   | 383       | 7.        | 479,3   | 7.       |
| Julija Bondareva | Sportpisztoly | 578       | 9.****    | kiesett | kiesett  |
| Galina Beljajeva | Sportpisztoly | 567       | 30.**     | kiesett | kiesett  |
| Galina Beljajeva | Légpisztoly   | 384       | 5.*       | 481,7   | 6.       |

* - egy másik versenyzővel azonos eredményt ért el

** - két másik versenyzővel azonos eredményt ért el

**** - négy másik versenyzővel azonos eredményt ért el

## Súlyemelés
| Versenyző            | Versenyszám | Szakítás                 | Szakítás                 | Lökés                    | Lökés                    | Összesen | Helyezés |
| Versenyző            | Versenyszám | Eredmény                 | Helyezés                 | Eredmény                 | Helyezés                 | Összesen | Helyezés |
| -------------------- | ----------- | ------------------------ | ------------------------ | ------------------------ | ------------------------ | -------- | -------- |
| Alekszandr Ohramenko | 64 kg       | 127,5                    | 18.                      | 160,0                    | 12.*                     | 287,5    | 16.      |
| Oleg Jem             | 64 kg       | 130,0                    | 14.*                     | 150,0                    | 27.*                     | 280,0    | 23.      |
| Risat Manszurov      | 83 kg       | 155,0                    | 11.                      | 182,5                    | 10.                      | 337,5    | 10.      |
| Kuanis Rimkulov      | 83 kg       | érvényes kísérlet nélkül | érvényes kísérlet nélkül | kiesett                  | kiesett                  | kiesett  | kiesett  |
| Andrej Makarov       | 91 kg       | 165,0                    | 12.*                     | 190,0                    | 17.*                     | 355,0    | 18.      |
| Anatolij Hrapatij    | 99 kg       | 187,5                    | 1.*                      | 222,5                    | 2.                       | 410,0    |          |
| Szergej Kopitov      | 99 kg       | 170,0                    | 11.                      | érvényes kísérlet nélkül | érvényes kísérlet nélkül | kiesett  | kiesett  |

## Torna
Férfi
| Versenyző            | Versenyszám      | Selejtező | Selejtező | Döntő    | Döntő    |
| Versenyző            | Versenyszám      | Pontszám  | Helyezés  | Pontszám | Helyezés |
| -------------------- | ---------------- | --------- | --------- | -------- | -------- |
| Alekszej Dmitrijenko | Talaj            | 18,475    | 68.*      | kiesett  | kiesett  |
| Alekszej Dmitrijenko | Ugrás            | 18,225    | 87.*      | kiesett  | kiesett  |
| Alekszej Dmitrijenko | Korlát           | 18,575    | 50.**     | kiesett  | kiesett  |
| Alekszej Dmitrijenko | Nyújtó           | 18,875    | 45.       | kiesett  | kiesett  |
| Alekszej Dmitrijenko | Gyűrű            | 18,300    | 76.*      | kiesett  | kiesett  |
| Alekszej Dmitrijenko | Lólengés         | 18,200    | 71.*      | kiesett  | kiesett  |
| Alekszej Dmitrijenko | Egyéni összetett | 110,650   | 43.       | kiesett  | kiesett  |
| Szergej Fedorcsenko  | Talaj            | 19,050    | 29.       | kiesett  | kiesett  |
| Szergej Fedorcsenko  | Ugrás            | 19,250    | 12.**     | kiesett  | kiesett  |
| Szergej Fedorcsenko  | Korlát           | 18,350    | 68.***    | kiesett  | kiesett  |
| Szergej Fedorcsenko  | Nyújtó           | 17,025    | 92.       | kiesett  | kiesett  |
| Szergej Fedorcsenko  | Gyűrű            | 18,350    | 73.       | kiesett  | kiesett  |
| Szergej Fedorcsenko  | Lólengés         | 18,450    | 64.*      | kiesett  | kiesett  |
| Szergej Fedorcsenko  | Egyéni összetett | 110,475   | 46.       | kiesett  | kiesett  |

Női
| Versenyző          | Versenyszám      | Selejtező | Selejtező | Döntő    | Döntő    |
| Versenyző          | Versenyszám      | Pontszám  | Helyezés  | Pontszám | Helyezés |
| ------------------ | ---------------- | --------- | --------- | -------- | -------- |
| Olga Kozsevnyikova | Talaj            | 18,725    | 61.*      | kiesett  | kiesett  |
| Olga Kozsevnyikova | Ugrás            | 18,712    | 62.**     | kiesett  | kiesett  |
| Olga Kozsevnyikova | Felemás korlát   | 18,462    | 70.       | kiesett  | kiesett  |
| Olga Kozsevnyikova | Gerenda          | 17,599    | 74.*      | kiesett  | kiesett  |
| Olga Kozsevnyikova | Egyéni összetett | 73,498    | 56.       | kiesett  | kiesett  |

* - egy másik versenyzővel azonos eredményt ért el

** - két másik versenyzővel azonos eredményt ért el

*** - három másik versenyzővel azonos eredményt ért el

## Úszás
Férfi
| Versenyző                                                             | Versenyszám            | Előfutam | Előfutam | Előfutam | Döntő   | Döntő   | Döntő   | Helyezés |
| Versenyző                                                             | Versenyszám            | Idő      | Hely.    | Össz.    | Típus   | Idő     | Hely.   | Helyezés |
| --------------------------------------------------------------------- | ---------------------- | -------- | -------- | -------- | ------- | ------- | ------- | -------- |
| Szergej Boriszenko                                                    | 50 m gyors             | 23,29    | 3.*      | 26.*     | kiesett | kiesett | kiesett | kiesett  |
| Alekszej Jegorov                                                      | 100 m gyors            | 50,49    | 4.       | 21.      | kiesett | kiesett | kiesett | kiesett  |
| Alekszej Jegorov                                                      | 200 m gyors            | 1:51,66  | 8.       | 22.      | kiesett | kiesett | kiesett | kiesett  |
| Szergej Uskalov                                                       | 100 m hát              | 58,61    | 4.       | 42.      | kiesett | kiesett | kiesett | kiesett  |
| Alekszandr Szavickij                                                  | 100 m mell             | 1:05,85  | 8.       | 38.      | kiesett | kiesett | kiesett | kiesett  |
| Alekszandr Szavickij                                                  | 200 m vegyes           | 2:08,78  | 2.       | 31.      | kiesett | kiesett | kiesett | kiesett  |
| Andrej Gavrilov                                                       | 100 m pillangó         | 54,56    | 1.       | 21.*     | kiesett | kiesett | kiesett | kiesett  |
| Szergej Boriszenko Alekszej Hovrin Szergej Uskalov Alekszej Jegorov   | 4 × 100 m gyorsváltó   | kizárták | kizárták | kizárták | kiesett | kiesett | kiesett | kiesett  |
| Andrej Gavrilov Alekszandr Szavickij Szergej Uskalov Alekszej Jegorov | 4 × 100 m vegyes váltó | 3:49,51  | 2.       | 15.      | kiesett | kiesett | kiesett | kiesett  |

Női
| Versenyző            | Versenyszám | Előfutam | Előfutam | Előfutam | Döntő   | Döntő   | Döntő   | Helyezés |
| Versenyző            | Versenyszám | Idő      | Hely.    | Össz.    | Típus   | Idő     | Hely.   | Helyezés |
| -------------------- | ----------- | -------- | -------- | -------- | ------- | ------- | ------- | -------- |
| Jevgenyija Jermakova | 50 m gyors  | 25,97    | 5.       | 12.      | B       | 26,06   | 5.      | 13.      |
| Jevgenyija Jermakova | 100 m gyors | 59,12    | 8.       | 42.      | kiesett | kiesett | kiesett | kiesett  |

* - egy másik versenyzővel azonos eredményt ért el

## Vívás
Férfi
| Versenyző             | Versenyszám | Selejtező         | 32-es főtábla               | Nyolcaddöntő      | Negyeddöntő       | Elődöntő          | Bronz- mérkőzés   | Döntő             | Helyezés |
| Versenyző             | Versenyszám | Ellenfél Eredmény | Ellenfél Eredmény           | Ellenfél Eredmény | Ellenfél Eredmény | Ellenfél Eredmény | Ellenfél Eredmény | Ellenfél Eredmény | Helyezés |
| --------------------- | ----------- | ----------------- | --------------------------- | ----------------- | ----------------- | ----------------- | ----------------- | ----------------- | -------- |
| Vjacseszlav Grigorjev | Tőr, egyéni | erőnyerő          | Philippe Omnès (FRA) · 4–15 | kiesett           | kiesett           | kiesett           | kiesett           | kiesett           | 25.      |